# Hemiphanes performidatum
Hemiphanes performidatum är en stekelart som beskrevs av Rossem 1988. Hemiphanes performidatum ingår i släktet Hemiphanes och familjen brokparasitsteklar. Inga underarter finns listade i Catalogue of Life.